# Джаве
Джаве (італ. Giave, сард. Giave) — муніципалітет в Італії, у регіоні Сардинія,  провінція Сассарі.
Джаве розташоване на відстані близько 360 км на південний захід від Рима, 145 км на північ від Кальярі, 35 км на південний схід від Сассарі.
Населення — 569 осіб (2014).
Покровитель — Андрій Первозваний.

## Демографія
Населення за роками:

Станом на 1 січня 2023 року в муніципалітеті офіційно проживало 20 іноземців з 5 країн, серед них 11 громадян країн Євросоюзу.

## Сусідні муніципалітети
- Бонорва
- Керемуле
- Коссоїне
- Тієзі
- Торральба